# Фернандо дель Валье
Фернандо дель Валье (исп. Fernando del Valle, настоящее имя Брайан Скиннер; род. 28 февраля 1964) — американский оперный тенор.

## Происхождение
Имя дель Валье было взято им в честь его деда Фернандо Мелендес дель Валье (исп. Fernando Meléndez del Valle), который также был тенором. Фернандо является праправнуком Андреса дель Валье (исп. Andrés del Valle), который в свою очередь был президентом Сальвадора в 1876 и прямым потомком полковника Хосе Мария Сан Мартина, президента Сальвадора (1854-56) и основателя города Санта-Текла, Сальвадор.

## Биография
Фернандо дель Валье родился в Новом Орлеане. Окончил Тулейнский университет и Южный методистский университет, (стипендиат Хаггар), Даллас, Техас, где был награждён профессиональным Грантом Оперного Театра г. Даллас, Dallas Opera. Также с 1992 по 1993 он окончил Программу Мерола по оперному вокалу Оперного Театра Сан-Франциско. Позже в Чикаго победил в конкурсе «Бель Канто» (Bel Canto), и впоследствии переехал в Италию, где и продолжил свою учёбу под руководством Карло Бергонци, а потом и Томаса Хайвард, Thomas Hayward, и Елены Николайди, Elena Nikolaidi.

## Ранние годы
Свою первую оперную роль, роль Первого Пастуха в Опере «Венера и Адонис», Джона Блоу, Фернандо сыграл на сцене Университета Лойола Нового Орлеана в 1981 году, когда ему было 17 лет. На следующий год он получил партию тенора в «Страстях по Матфею» Иоганна Себастьяна Баха в сопровождении Новоорлеанского Филармонического Симфонического Оркестра под руководством Эндрю Массей, Andrew Massey. В 1986 году он выступил с дебютом на сцене Джордан Холл, Jordan Hall, в Бостоне с произведением И. С. Баха «Рождественская Оратория». Благодаря этому выступлению он стал победителем конкурса Юных Испольнителей Бостонского Оперного Ансамбля. Весной следующего года он выступил на сцене Элис Тулли Холл, Alice Tully Hall, Линкольн-центра, совместно с Бетховенским Обществом Нью-Йорка, Beethoven Society of New York.
В дальнейшем он продолжил свою карьеру тенора и расширил свой репертуар, включив в него Торжественную Мессу, Людвига ван Бетховена, Реквием Джузеппе Верди, произведения Бенджамина Бриттена и Эндрю Ллойда Уэббера. В 1993 году тенор дебютировал на сцене Карнеги-холл с произведением Вольфганга Амадея Моцарта «Великая Месса», до-минор. В 1994 году на сцене Симфонического Центра Мортон Майерсон, The Morton H. Meyerson Symphony Center, дель Валье исполнял сольную партию в «Мессии» Георга Фридриха Генделя в сопровождении Далласского Симфонического Оркестра. В 1995 году Фернандо выступил со своим дебютом в Европе, исполнив «Оду Радости» из Симфонии № 9, Людвига ван Бетховена, в сопровождении Миланского симфонического оркестра имени Джузеппе Верди, под управлением Алина Франкиса.
Свой оперный дебют в Европе дель Валье произвел в роли дона Хосе в опере Кармен, в художественной постановке Уго де Ана, в театре Teatro Comunale di Treviso. Дирижёром по вокалу выступала Регина Резник, дирижёром оркестра — Петер Мааг (нем. Peter Maag). В 1996 году Фернандо выступил в роли Родольфо в опере Пуччини Богема, поставленной в Римском оперном театре, под дирижированием Владимира Юровского.

## 1997 — настоящее время
В 1997 году дель Валье выступает в ролях: Дона Хосе на сцене Гран Ла Фениче в Венеции, под дирижированием Иссака Карабчевского; Пинкертона в Мадам Баттерфляй на сцене Палм Бич Опера (англ. Palm Beach Opera), под дирижированием Антона Гуаданьо; и Фауста на сцене Кольмар, Colmar, Франция. Свой дебют на немецкой сцене дель Валье произвел в 1998 году в роли Родольфо на сцене Франкфуртовской Старой Оперы. Он также вызвал признание критиков Вексфордовского Фестиваля, Wexford Festival, в Ирландии за роль Паоло в опере Фоска Антонио Карлоса Гомеса. Благодаря этому для Фернандо последовала череда серьёзных и важных предложений на работу и с 1999 года дель Валье выступает по всему миру, включая выступления на сценах: Старой Оперы во Франкфурте-на-Майне, Alte Oper, Страсбурге (с Одой к Радости, Л. В. Бетховена, под дирижированием Джона Сторгардса (John Storgards), Маастрихт, Дойче Опер ам Райн (нем. Deutsche Oper am Rhein), Концертный Зал Дюссельдорфа, Немецкая Опера Берлина, Театро Карло Фелис (Teatro Carlo Felice), Бремен, Берген, Коста Рика, Мюнхен «Гастайг», Финской Национальной Оперы Хельсинки, Белу Оризонти в Бразилии, Фестиваля HIFA в Хараре, Зимбабве, Мальмё, Театро Пертуцелли ди Бари, Турина, Бавено (торжественный концерт на Фестивале Умберто Джордано (итал. Umberto Giordano), фестиваль в сопровождении оркестра «RAI di Torino»), Национального театра Маннгейма (нем. National Theatre Mannheim), Баденского государственного театра Карлсруэ (нем. Badisches Staatstheater Karlsruhe), Государственного театра Касселя, Staatstheater Kassel, Гамбурга и Гессенского государственного театра Висбадена. Несколько лет дель Валье работал по приглашению Марка Альбрехта в качестве ведущего тенора в Государственном Театре города Дармштадта. Его дальнейшая карьера продолжилась выступлениями в Израиле, Корее, Катании, Сиднее, Лиссабоне и Праге.
В 2003 году художница Рикарда Якоби, протеже Оскара Кокошка написала его портрет.
По случаю 150-летнего юбилея города Санта-Текла (1854—2004), Сальвадор, господин дель Валье был приглашён бывшим послом Сальвадора Эрнесто Ривас-Галлонт для проведения двух концертов. Как искренний католик тенор попросил организовать свой первый концерт 23 сентября, на именины Святой Фёклы Иконийской, Святой покровительницы города, которая и дала ему имя.

## Оперные партии
Бизе
- Кармен — Дон Хосе
- Искатели жемчуга — Надир

Бойто
- Мефистофель — Фауст

Доницетти
- Любовный напиток — Неморино
- Лючия ди Ламмермур — Эдгардо
- Лукреция Борджиа — Рустигелло

Джордано
- Андре Шенье — Главная роль

Gomes
- Фоска — Паоло
- Сальватор Роза — Главная роль

Гуно
- Фауст— Главная роль

Андре Эрнест Модест Гретри
- Земира и Азор — Азор

Легар
- Веселая Вдова — Камиль де Росильон

Леонкавалло
- Паяцы — Канио

Масканьи
- Сельская честь — Туридду

Массне
- Манон — Шевалье де Гриё
- Вертер — Главная партия

Моцарт
- Волшебная флейта — Тамино

Понкьелли
- Джоконда — Энцо

Жак Оффенбах
- Сказки Гофмана — Главная партия

Пуччини
- Девушка с Запада — Дик Джонсон
- Тоска — Каварадосси
- Богема — Родольфо
- Мадам Баттерфляй — Б. Ф. Пинкертон
- Манон Леско — Кавалер де Гриё
- Виллисы — Роберто

Иоганн Штраус
- Летучая мышь — Альфред Айзенштайн

Рихард Штраус
- Саломея — Нарработ
- Женщина без тени — Голос Юноши

Верди
- Аттила — Форесто
- Фальстаф— Фентон Бардольфо
- I Lombardi alla prima crociata — Оронте
- Травиата — Альфредо Жермонт
- Макбет— Макдуф
- Набукко— Измаэль
- Риголетто— Герцог Мантуанский
- Симон Бокканегра — Габриель Адорно

Рихард Вагнер
- Тангейзер и состязание певцов в Вартбурге — Вальтер фон дер Фогельвайде
- Летучий голландец — Штурманн
- Тристан и Изольда — Голос молодого моряка

## Дискография
- Антонин Дворжак, Stabat Mater, op. 58, Академический хор Цюриха, Университетский Оркестр Иннсбрук, Декабрь 2010
- Эльгар, The Dream of Gerontius, Sydney Philharmonia Choirs, запись с концерта в Sydney Opera House, 13-го июня 2010
- Людвиг ван Бетховен, Симфония № 9, Ода к радости , Orchestra Sinfonica di Roma, La Vecchia, ASIN: B003916FH6 (Allegro)
- Antônio Carlos Gomes, Сальвотор Роза, Patrick Shelly, Dorset Opera and the Musicians Union of Great Britain, ASIN:B000G16FG6
- «Fernando del Valle» Арии, Eraldo Salmieri The National Symphony Orchestra of Sophia Продюсер: Майкл A. Скиннер, ASIN: B00004RKGZ
- «Magna res est amor», Martin Sander, Орган, ASIN: B00008ZAZD
- Верди, Реквием, Джон Нельсон в сопровождении Государственной филармонии Райнланд-Пфальц, ASIN: B00IT6SHTA (Naxos)